# Allens slankbeer
Allens slankbeer (Bassaricyon alleni) is een zoogdier dat behoort tot de roofdierfamilie Procyonidae.
Deze slankbeer leeft in de regenwouden van Ecuador, Peru, Bolivia en Venezuela. Wat betreft uiterlijk en leefwijze lijkt de Allens slankbeer op de olingo.